# Josef Maria Olbrich
Joseph Maria Olbrich (né le 22 décembre 1867 à Opava en Silésie autrichienne - mort le 8 août 1908 à Düsseldorf, en province de Rhénanie) est un architecte, cofondateur du mouvement de l'Art nouveau qui a rayonné en Autriche et particulièrement à Vienne, le Sezessionstil.

## Biographie

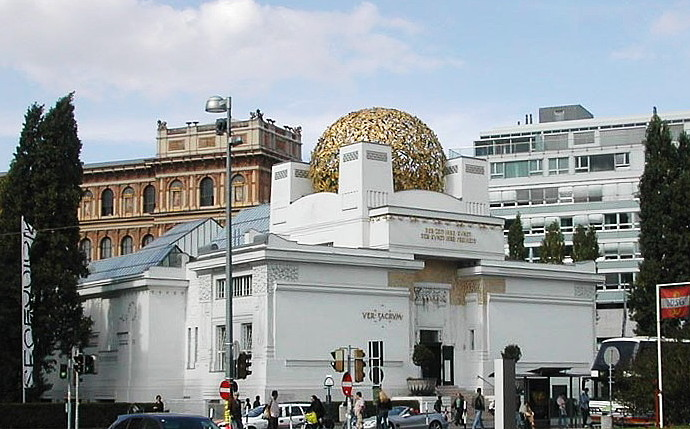
Bâtiment de la Sécession Vienne (1897-1898).

Joseph Maria Olbrich étudie à l'Académie des Beaux-arts de Vienne avant d'être recruté par Otto Wagner pour la conception architecturale des stations, des gares, et des aqueducs du Stadtbahn (tramway) en 1894.
Sa première commande a été le Palais de la Sécession à Vienne (1897-1898).
En 1899, il devient architecte et professeur à Darmstadt, grand-duché de Hesse.
Il a réalisé la maison Glückert en 1901.
Membre de la « Colonie d’artistes de la Mathildenhöhe », Josef Maria Olbrich est un architecte autrichien qui a été l’un des précurseurs du mouvement artistique de l’Art nouveau. Il a notamment conçu à Vienne le hall d’exposition de la Sécession en 1897. Le terme de Sécession est issu du latin secessio plebis (les citoyens romains se retiraient des affaires d’État s’ils jugeaient le règne contestable). Et la devise de la Sécession était « À l’époque son art, à l’art sa liberté ». Ainsi l’Art nouveau est plus qu’un mouvement artistique, il représente matériellement les idéaux des artistes. Sur l’entrée du halle d’exposition, à gauche, l’inscription Ver sacrum, « printemps sacré », symbolise le renouveau de l’art et donne son nom à la revue-organe du mouvement. 
Josef Maria Olbrich utilisait des matières différentes qu’il travaillait dans le détail et qu’il décorait de dorures minutieusement placées sur les édifices. Il a su allier travail minutieux de l’or et architecture imposantes pour créer une harmonie entre deux domaines artistiques apparemment antagonistes. Ses œuvres sont représentatives de la technique utilisée par les artistes de l’Art nouveau pour réaliser des œuvres originales. La minutie du travail et l’abondance d’ornements nous invitent à observer ses œuvres dans les moindres détails et à découvrir différentes facettes de l’Art nouveau. 

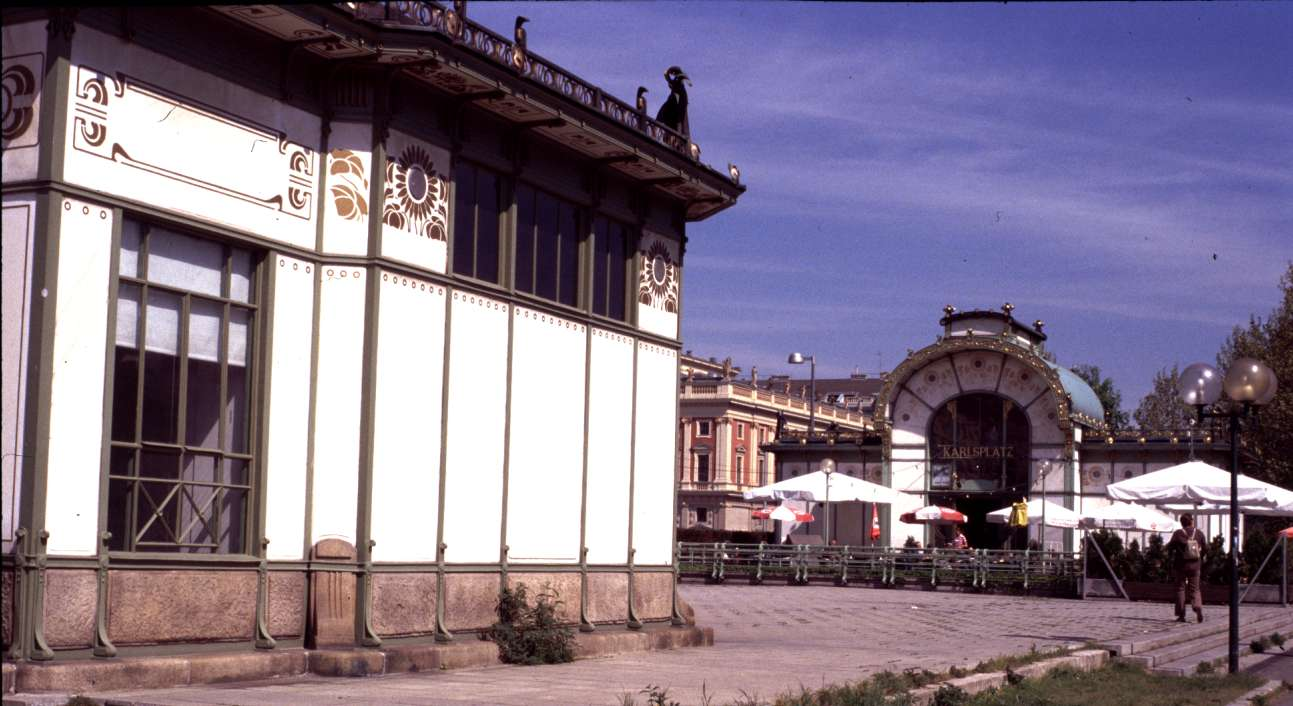
Ornaments, metro-station à Karlsplatz (1898).

En 1907, Josef Maria Olbrich était un des membres fondateurs du Deutscher Werkbund (Union Artisanale Allemande) à Munich. Il était un des architectes les plus productifs du Jugendstil et présent à de nombreuses expositions, entre autres à l'exposition des arts décoratifs de Turin en 1902 et à l'exposition universelle de St. Louis en 1904. Membre et professeur de la Colonie d'artistes de Darmstadt, il a créé aussi des objets en étain et quelques graphiques exposés au musée de la Mathildenhöhe. Ses œuvres les plus importantes sont à Darmstadt ; le plan de l'ensemble de la Mathildenhöhe (1900), la maison d'Ernst Ludwig (1899-1901) où il a mis au point un studio d’exposition, la Tour Matrimoniale (1905-08) qui a été construite en l’honneur du mariage du Grand-Duc Ernst Ludwig avec la princesse Eléonore de Solms-Hohensolms-Lich. La construction ressemble à une main et se réfère à la citation du Grand-Duc qui l'a appelée « Tour aux cinq doigts ». Il a aussi réalisé le hall d'exposition de la Sécession à Vienne (1897-98) et le grand magasin Tietz à Düsseldorf (1907-09). Josef Maria Olbrich est un artiste polyvalent qui met en harmonie l’architecture et l’art en utilisant différents matériaux qui donnent à ses œuvres toute leur valeur artistique. 